# James Meredith (football)
Pour les articles homonymes, voir Meredith.
James Gregory Meredith, né le 4 avril 1988 à Albury, est un footballeur australien. Il joue au poste de défenseur.

## Biographie
James Meredith reçoit sa première sélection en équipe d'Australie le 12 novembre 2015, contre le Kirghizistan. Ce match gagné 3-0 rentre dans le cadre des éliminatoires du mondial 2018.
Il évolue pendant cinq saisons avec le club de Bradford City, disputant 182 matchs en championnat avec cette équipe.
Il est sélectionné dans la liste des 23 joueurs australiens partant à la Coupe du Monde 2018, mais n'y joue aucun match.

## Palmarès
York City
- FA Trophy
  - Vainqueur : 2012

### Distinctions personnelles
- Membre de l'équipe type de Football Conference en 2012.
- Membre de l'équipe type de League One en 2017.